# Jacques Gestalder
Jacques Gestalder né le 18 septembre 1918 à Ivry-sur-Seine et mort le 16 janvier 2006 à La Charité-sur-Loire est un sculpteur français.

## Biographie

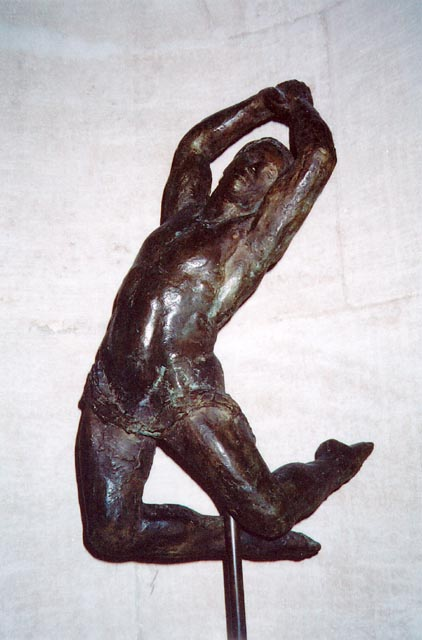
Alexandre Kalioujny (2005), Paris, bibliothèque-musée de l'Opéra.

En 1934, Jacques Gestalder entre à l'école nationale supérieure des beaux-arts de Paris pour étudier la sculpture dans l'atelier de Robert Wlérick. En 1938, il est nommé sociétaire du Salon d'automne.
Pendant la Seconde Guerre mondiale, il devient résistant mais il est capturé et déporté. Durant son emprisonnement, il devient ami avec Marcel Dassault. À son retour de captivité, il fonde avec Joseph Rivière, Denys Chevalier et Antoniucci Volti le Salon de la jeune sculpture. 
En 1950, il s'installe avec sa femme Jacqueline Villa Buzenval à Boulogne-Billancourt sur un terrain où il construit lui-même, en suivant les conseils de Le Corbusier, maison et atelier. Leur fille Sylviane, artiste peintre, s'est spécialisée dans la décoration d'intérieur.
Jacques Gestalder est également membre fondateur et organisateur du Salon Comparaisons de 1955 à 1990, ainsi que du Salon Formes humaines créé en 1963.
Passionné par la tradition celtique, il écrit des poèmes et des pièces de théâtre sur le roi Arthur et Merlin l'Enchanteur, et devint grand druide au sein du Collège Druidique des Gaules. 
Il est mort le 16 janvier 2006.

## Son œuvre
L'œuvre de Jacques Gestalder est composé de portraits de personnalités, de sculptures autour du milieu de la danse classique et d'œuvres monumentales.
Il réalise les bustes de nombreuses personnalités, dont beaucoup deviennent ses amis, parmi lesquels :
- Le Corbusier, Boulogne-Billancourt, musée des Années Trente ;
- Jean Cocteau, Menton, musée Jean Cocteau collection Séverin Wunderman ;
- Louis de Broglie, Paris, Académie française et Académie des sciences ;
- Paul Claudel, localisation inconnue ;
- Jacques Hébertot, localisation inconnue ;
- François Mitterrand ;
- L'abbé Pierre, localisation inconnue.

Également passionné de danse classique, il épouse la danseuse Jacqueline Romier et réalise les sculptures des danseurs étoiles :
- Lycette Darsonval, bronze, Neuilly-sur-Seine, Fondation Bettencourt Schueller ;
- Claire Sombert, localisation inconnue ;
- Wilfride Piollet, localisation inconnue ;
- Claire Motte, localisation inconnue ;
- Alexandre Kalioujny, 2005, Paris, bibliothèque-musée de l'Opéra.

Il réalise aussi des sculptures monumentales :
- Le Sagittaire, Yerres, parc de l’hôtel de ville ;
- L’Amour connaît, Saint-Cloud, lycée Alexandre-Dumas ;
- Les Nageurs du cosmos, Rueil-Malmaison ;
- La Seine et l’Oise, Conflans-Sainte-Honorine ;
- Saint Jean (portail) et Sainte Geneviève sauve Paris des Huns (façade sud), 1949, Neuilly-sur-Seine, église Saint-Pierre ;
- Le Couple, Boulogne-Billancourt, dans les réserves[Lesquelles ?] ;
- Fontenay-le-Comte ;
- Beauvais.

## Récompenses et distinction
- Médaille d'argent de la Ville de Paris (1958).
- Médaille d'or du Salon des artistes français (1979).
- Prix Dumas Millier de sculpture (Institut de France, 1975 et 1987).
- Membre d'honneur du Comité national de la danse fondé par Henri Sauguet.
- Chevalier des Arts et des Lettres (2001).